# Sympetrum flaveolum
Sympetrum flaveolum, llamada comúnmente libélula, es una especie de odonato anisóptero distribuido por las zonas templadas del paleártico de Eurasia desde Europa hasta la China.
El macho tiene el cuerpo rojo. Ambos sexos tienen coloración intensa amarilla azafranada en la parte basal de cada ala, especialmente en las alas posteriores.
Las ninfas se desarrollan en el agua estancada, generalmente en pantanos. 
Aproximadamente cada 20 años más de unas 10 000 libélulas emigran al Reino Unido. A veces se reproducen allí pero no se han establecido en forma permanente. Su última visita al Reino Unido fue en el año 1995, durante el mes de Noviembre.[cita requerida]